# Seymour Lipton
Seymour Lipton (* 6. November 1903 in New York City; † 15. Dezember 1986 in Glen Cove, New York) war ein US-amerikanischer Bildhauer. Er war ein wichtiger Vertreter der Abstrakten Kunst und des US-amerikanischen abstrakten Expressionismus der New York School in der Bildhauerei.

## Leben
Seymour Lipton besuchte das City College of New York und studierte von 1923 bis 1927 Zahnmedizin an der Columbia University. Als Bildhauer war Lipton ein Autodidakt. Er begann 1932 mit figürlichen Skulpturen, bis er ab 1945 nur noch abstrakt arbeitete. Nach 1943 hatte er diverse Lehraufträge für künstlerischen Ausbildungen.
Seien Kunst zeichnete sich dadurch aus, dass er direkt in den Blechen und in den flüssigen Legierungen arbeitete. Diese Methode erzeugte organisch sich verdrehende Plastiken mit reich bronzierten strukturellen Effekten. Während der 1940er Jahre erschuf er schwere gezackte Formen, die geistige Konflikte thematisierten. In den 1950er Jahren wurde seine Kunst ruhiger, er schuf würdevollere Formen, die vom Pflanzen- und Tierleben beeinflusst waren.
In den 1950er Jahren bekam Lipton Kunst internationale Aufmerksamkeit und Anerkennung. Er stellte international aus. Im Jahr 1959 war Seymour Lipton Teilnehmer der documenta II in Kassel in der Abteilung Plastik. 1975 wurde er in die American Academy of Arts and Letters gewählt.